# Commissione statale della Repubblica Popolare Cinese per il controllo dei narcotici
La Commissione statale per il controllo dei narcotici (国家禁毒委员会S, Guójiā jìndú wěiyuánhuìP), anche conosciuta come  Gruppo dirigente di Stato per le attività anti-droga (国家禁毒工作领导小组S, Guójiā jìndú xiǎozǔP) è un organo della Repubblica Popolare Cinese responsabile per la definizione e l'attuazione delle politiche anti-droga.
Fu fondato il 3 novembre 1990 dalla LXXII riunione del Consiglio di Stato, sul modello del Gruppo dirigente per le attività anti-droga della provincia dello Yunnan, un organo politico informale nato nel 1982 per arginare la diffusione delle droghe nell'omonima provincia.

## Funzione
La Commissione è responsabile per la definizione delle politiche antidroga, per l'attuazione della legislazione antidroga, per la stesura e l'attuazione dei piani anti-droga annuali e pluriennali, per il coordinamento di attività che coinvolgono più dipartimenti ed agenzie governative. La commissione inoltre organizza attività volte a sensibilizzare la popolazione sui pericoli della tossicodipendenza, e conduce studi e ricerche sulla tossicodipendenza.
Queste funzioni sono demandate a ciascuno degli organi di cui la commissione è composta. Le funzioni più importanti sono svolte dai seguenti organi:
- Il Ministero della pubblica sicurezza svolge compiti investigativi, e definisce gli aspetti delle politiche antidroga inerenti al suo mandato. Definisce misure preventive della tossicodipendenza.
- Il Dipartimento centrale di propaganda è responsabile per la definizione della propaganda anti-droga. Inoltre, organizza dirige e coordina la diffusione di notizie sulla legislazione e sulle campagne antidroga.
- La Commissione nazionale di sanità esercita la supervisione sulle comunità di disintossicazione, e sul loro personale. Inoltre, approva la fondazione di varie tipologie di centri di disintossicazione. Tali attività sono svolte in cooperazione con il Ministero della pubblica sicurezza ed il Ministero della giustizia
- L'Ispettorato generale delle dogane coordina le attività investigative sui casi di traffico di droga, ed è responsabile per la supervisione dell'importazione di psicofarmaci e sostanze psicotrope.
- La Corte popolare suprema esercita la supervisione sul giudizio dei casi di traffico e spaccio di stupefacenti, giudica casi di rilievo nazionale, guida l'attività delle corti di livello inferiore, ed emette interpretazioni giurisprudenziali
- La Procura popolare suprema esercita la supervisione sulle indagini antidroga effettuate dalle procure di livello inferiore, e guida le procure di livello inferiore. Inoltre è responsabile per la formazione dei procuratori responsabili delle indagini sui casi di traffico e spaccio di stupefacenti.
- Il Ministero degli affari esteri è responsabile per la negoziazione di convenzioni internazionali, e coadiuva altri dipartimenti nell'attività di pubbliche relazioni.
- Il Ministero della sicurezza di Stato è responsabile per le indagini sui casi transnazionali di traffico di droga, e per l'analisi delle misure impiegate dagli altri stati. Svolge un importante ruolo della definizione delle politiche antidroga, e coopera con i servizi di informazione di altri Paesi. Inoltre svolge i compiti ad esso demandati dal Comitato centrale del Partito Comunista Cinese
- Il Ministero degli affari civili concede sussidi ed aiuti alle famiglie dei tossicodipendenti che partecipano a programmi di disintossicazione. Coadiuva il Ministero della pubblica sicurezza nell'attività di persuasione e controllo condotta verso i partecipanti a programmi di disintossicazione.
- Il Ministero della giustizia conduce attività di educazione alla legalità, ed è responsabile per l'amministrazione di vari tipi di centri di disintossicazione.

## Struttura
Oltre che al livello centrale, commissioni per il controllo dei narcotici sono istituite nelle province (sheng), municipalità (zhixiashi), regioni autonome (zizhiqu). Le commissioni esistono anche al livello di prefettura (diqu) e di contea (xian).
La Commissione è composta da un direttore (zhuren), da quattro vicedirettori (fuzhuren) e da svariati commissari. La guida della Commissione è generalmente affidata a funzionari provenienti dal sistema politico-legale o della sicurezza di Stato. I suoi vicedirettori e membri sono tratti dai un vasto numero di organi di stato e di partito della RPC: Ministero della pubblica sicurezza, Dipartimento centrale di propaganda, Ministero della sanità, Ispettorato generale delle dogane, Procura popolare suprema, Corte popolare suprema, Ministero degli esteri, Commissione statale per lo sviluppo e le riforme, Commissione statale per l'economia ed il Commercio, Ministero dell'Istruzione, Ministero della sicurezza di Stato, Ministero degli affari civili, Ministero delle finanze, Ministero dell'agricoltura, Dipartimento per la cooperazione economica con l'estero, Ministero della cultura, Ministero della giustizia, Ufficio di Stato per le trasmissioni radiotelevisive, Ufficio di Stato per l'amministrazione dell'industria e del commercio, Ufficio di Stato per le foreste, Ufficio di Stato per la supervisione sui farmaci, Dipartimento generale per il personale dell'Esercito Popolare di Liberazione (Jiefangjun zong canmoubu), l'Associazione generale dei sindacati, la Lega delle donne, la Lega della gioventù.
All'interno della commissione è istituito un ufficio generale (bangongting), responsabile per l'organizzazione delle attività della commissione, e per la stesura di bozze di leggi, regolamenti e politiche (zhengce). L'ufficio generale coincide con l'Ufficio antidroga del Ministero della pubblica sicurezza.
Il direttore della commissione è Zhou Yongkang.